# Општина Редиу (Галац)
Редиу (рум. Rediu) општина је у Румунији у округу Галац.
Oпштина се налази на надморској висини од 87 m.